# Berno von Cramm
Burghard Curt Eitel Berno Edgar von Cramm (* 28. November 1934 in Göttingen) ist ein deutscher Schauspieler und Synchronsprecher.

## Leben
Der Sohn von Baron Burghard von Cramm und dessen Frau Franziska geb. Pulvermann ist ein Neffe des „Tennis-Barons“ Gottfried von Cramm. Er absolvierte nach der Schule von 1956 bis 1959 das Max-Reinhardt-Seminar in Wien und begann seine Bühnenlaufbahn 1959 am Nordmark-Theater in Schleswig.
Als freischaffender Schauspieler gastierte er unter anderem an den Städtischen Bühnen Augsburg, an der Kleinen Komödie München, am Deutschen Theater München, Theater in der Josefstadt in Wien, Theater am Kurfürstendamm Berlin, Theater an der Wien, an den Vereinigten Städtischen Bühnen Krefeld und Mönchengladbach, am Staatstheater am Gärtnerplatz München, Staatstheater Stuttgart und Staatstheater Berlin.
Zu seinen zahlreichen Theaterrollen gehörten Lysander in Ein Sommernachtstraum, Cléanthe in Der eingebildete Kranke, Horatio in Hamlet und Newton in Die Physiker. Beim Fernsehen sah man ihn in Fernsehspielen und Serien.
Berno von Cramm ist daneben ein vielbeschäftigter Synchronsprecher, der bisher unter anderem in den Star-Trek-Serien und in den Zeichentrickserien Biene Maja, Darkwing Duck und One Piece zu hören war. Er sprach auch für John Cleese als Der Fast-Kopflose Nick in den Harry-Potter-Filmen Harry Potter und der Stein der Weisen (2001) und Harry Potter und die Kammer des Schreckens (2002). Ebenfalls lieh er ab 1993 der Schweinedame Miss Piggy in der Muppet-Show seine Stimme. Bis heute spricht von Cramm in Die Simpsons die Rollen des Dr. Julius Hibbert und des Oberschulrats Chalmers. 
Cramm heiratete in erster Ehe am 3. November 1959 in Schleswig Maria-Christine Ptack, die Tochter der Schauspielerin Susi Nicoletti und Ludwig Ptack. 1961 folgte die Scheidung. Am 17. August 1965 heiratete er in München die Choreografin und Schauspielerin Irene Mann (1929–1996).

## Filmografie
- 1963: Lady Frederick
- 1964: Nachtzug D 106
- 1965: Das Haus in der Karpfengasse
- 1965: Paris muß brennen!
- 1965: Tatort
- 1966: Kostenpflichtig zum Tode verurteilt
- 1966: Die fünfte Kolonne – Ein Auftrag für …
- 1967: Der Tod des Iwan Iljitsch
- 1968: Eine Million auf Nummernkonto
- 1969: Polizeifunk ruft (Fernsehserie) – Besuch aus Köln
- 1969: Tag für Tag
- 1969: Der Mann mit dem Glasauge
- 1970: Perrak
- 1972: Privatdetektiv Frank Kross (Fernsehserie) – Dollar hin, Dollar her
- 1973: Tatort – Tote brauchen keine Wohnung
- 1975: Bitte keine Polizei (Fernsehserie) – Russisches Roulette
- 1975: Kommissariat 9 (Fernsehserie) – Streben Sie vorwärts
- 1977: Es muß nicht immer Kaviar sein (Fernsehserie)

## Synchronrollen (Auswahl)
Frank Oz
- 1990: Die Muppets feiern Jim Henson als Bert (Archivmaterial aus Sesamstraße)
- 1992: Die Muppets-Weihnachtsgeschichte als Miss Piggy
- 1996: Muppets – Die Schatzinsel als Miss Piggy/Benjamina Gunn
- 1999: Muppets aus dem All als Miss Piggy

John Cleese
- 1981: Die große Muppet-Sause als Neville
- 2001: Harry Potter und der Stein der Weisen als Fast Kopfloser Nick
- 2002: Harry Potter und die Kammer des Schreckens als Fast Kopfloser Nick

Jean-Pierre Cassel
- 1967: Mordgeschichten als Pierre Meyrand
- 2009: Fair Play – Spiel ohne Regeln als Édouard

Geoffrey Lewis
- 1977: Lauter nette Mädchen als Wilson Shears
- 1983: Thunderball als Janus

Daniel von Bargen
- 1995: Truman als Gen. Douglas MacArthur
- 1997: Die Akte Jane als Theodore Hayes

### Filme
- 1949: Robert Douglas in Ein Mann wie Sprengstoff als Ellsworth M. Toohey
- 1965: Geld Geld Geld – Zwei Milliarden gegen die Bank von England als Reinhard Heydrich
- 1968: George Armitage in Hermetico – Die unsichtbare Region als Carson
- 1969: Ermino de Rossi in Kindheit, Berufung und erste Erlebnisse von Casanova als Il Conte
- 1970: Jody McCrea in Schreit, wenn wir verrecken als Pitcalin (jung)
- 1971: Gianni Garko in Matalo als Ed Pace
- 1972: Tab Hunter in Stadt im Meer als Ben Harris
- 1972: Wang Chung in Der Pirat von Shantung als Verräter
- 1973: Marino Masè in Der Teufel führt Regie als Pignataro
- 1975: Yueh Hua in Omen des Bösen als Mr. Chen
- 1976: Cüneyt Arkın in Zwei Teufelskerle auf dem Weg nach Istanbul als Horoz Ali
- 1977: Udo Kier in Suspiria als Dr. Frank Mender (OV: Mandel)
- 1978: Joss Ackland in Die Schlemmer-Orgie als Cantrell
- 1979: Chui Chung San in Das Todescamp der Shaolin als Pa Lung
- 1980: Wang Li in Der Meister mit den gebrochenen Händen als Tung Chi
- 1982: Philip Locke in Ivanhoe als Grand Master
- 1984: Edward Herrmann in Flucht zu dritt als Peter Soffel
- 1985: Marko Nicolic in Quo Vadis? als Tigellinus
- 1987: Gordon Clapp in In den Fängen eines Fremden als Sgt. Markey
- 1988: Larry Block in Der Henker muss warten als Kleinfeld
- 1989: John de Lancie in Die Nackte Bombe 2 als Maj. Waterhouse
- 1994: Peter MacNicol in Visitors – Besucher aus einer anderen Welt als Lewis Rickett
- 1997: Ian McDiarmid in Rebecca als Coroner
- 1997: Walter Huston in Aufstand in Trollness als Dr. Martin Stensgard
- 1998: Lawrence Dane in Chucky und seine Braut als Lt. Preston
- 2000: James Shigeta in Brother als Sugimoto
- 2001: John Mahoney in Atlantis – Das Geheimnis der verlorenen Stadt als Preston B. Whitmore
- 2002: Ted Sutton in Signs – Zeichen als SFC Cunningham
- 2004: Samuel S. Hinds in Der große Bluff als Bürgermeister/Richter Slade
- 2005: Bruce Allpress in Herkules als Hirte
- 2009: Ronny Cox in Zuhause ist der Zauber los als Tom Stevens
- 2010: Geoffrey Bateman in Der Auftragslover als Mr. Alcott

### Serien
- 1965: Harry Guardino in Die Unbestechlichen als Nick Moses
- 1971: Paul Connell in Die Abenteuer von Robin Hood als Howard
- 1972: Richard Compton in Raumschiff Enterprise als Washburn
- 1976: Bill Bixby in Mein Onkel vom Mars als Tim O'Hara
- 1990: Michael Cavanaugh in Der Mann vom anderen Stern als George Fox
- 1995: Patrick Troughton in Der Unsichtbare als John Vickers
- 1996: Charles Napier in Star Trek: Deep Space Nine als General Denning
- 2000: George Coe in Hör mal, wer da hämmert als Parker
- 2004: Kan Tanaka in Duel Masters als Dr. Root
- 2010: Larry Keith in Damages – Im Netz der Macht als Dr. Karl Brandt
- 2014: Trevor Allan Davies in Game of Thrones als Fennesz
- 2016: Hiroshi Iwasaki in Sailor Moon Crystal als Wiseman/Death Phantom
- 2019: Ed Asner in Dead to Me als Abe Rifkin